# Питель (механізм)

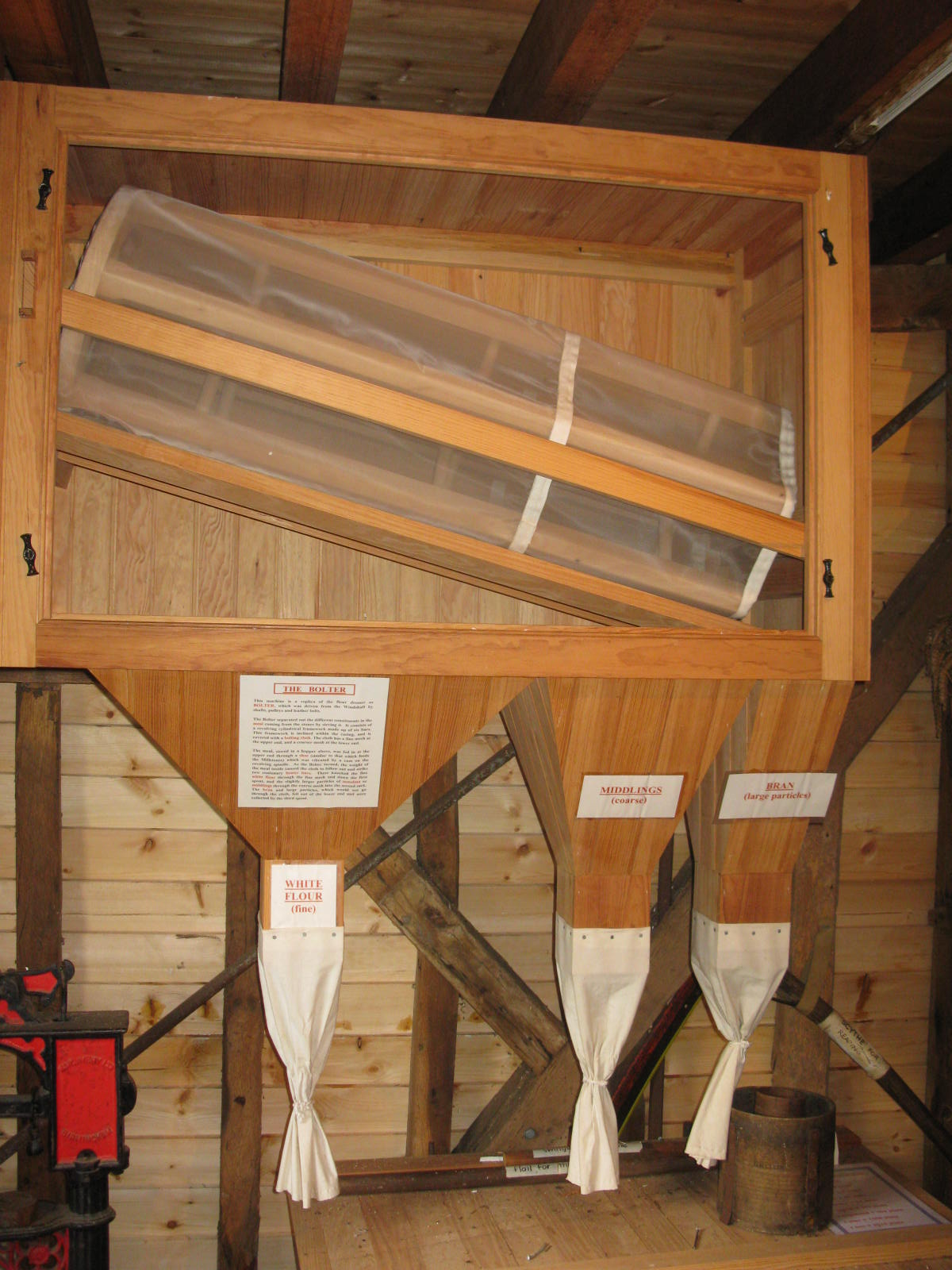
Реконструкція гранястого питля, що уможливлює потрійний поділ млива. Вітряк у сільці Кромер, Гартфордшир, Англія

Пи́тель (через пол. pytel від сер.-в.-нім. biutel — «мішок») — механізм у старовинних млинах (водяних, вітряках), призначений для отримання борошна особливого помелу («питльованого», «питлю» чи «питльованки»). Також питлем називали млин, обладнаний таким механізмом.
Має вигляд мішка чи рукава, виконаного з шовку чи вовни, розділяє мливо на окремі фракції. На кінцях і в середині питель мав шкіряний бандаж (або шкіряними обручами він споряджався на верхньому і нижньому кінцях, а між ними по довжині йшли шкіряні смуги). Верхнім кінцем він закріплявся під лоточком обичайки жорен, нижнім отвором — до залізного обруча над ситом. Для просіювання необхідно, щоб питель регулярно струшувався, аналогічно звичайному ситу для борошна. Це досягалося застосуванням спеціального кулачка на веретені жорна, який штовхав паралельний веретену вал, а вал передавав поштовхи рукаву через дерев'яну вилку, прикріплену гілками до кілець ремінного бандажу приблизно посередині питля. Частинки борошна найтоншого помелу проходили через тканину рукава і збиралися в ящику-мучнику, встановленому під питлем. У більш грубому ситі під нижнім кінцем питля збиралися висівки і крупка; для відсіювання досить грубих частинок ситу теж передавалося струшування від вала питля.
Кількаразово мелене борошно, ретельно очищене й просіяне через питель, називалося питльо́ваним, а випечений з нього хліб питльо́ваником. Просіювання через питель робило борошно м'яким, проте, приводило до втрати корисних складових, що містяться в зернових оболонках (харчові волокна, білки, мінеральні речовини і вітаміни).

Елементи питля
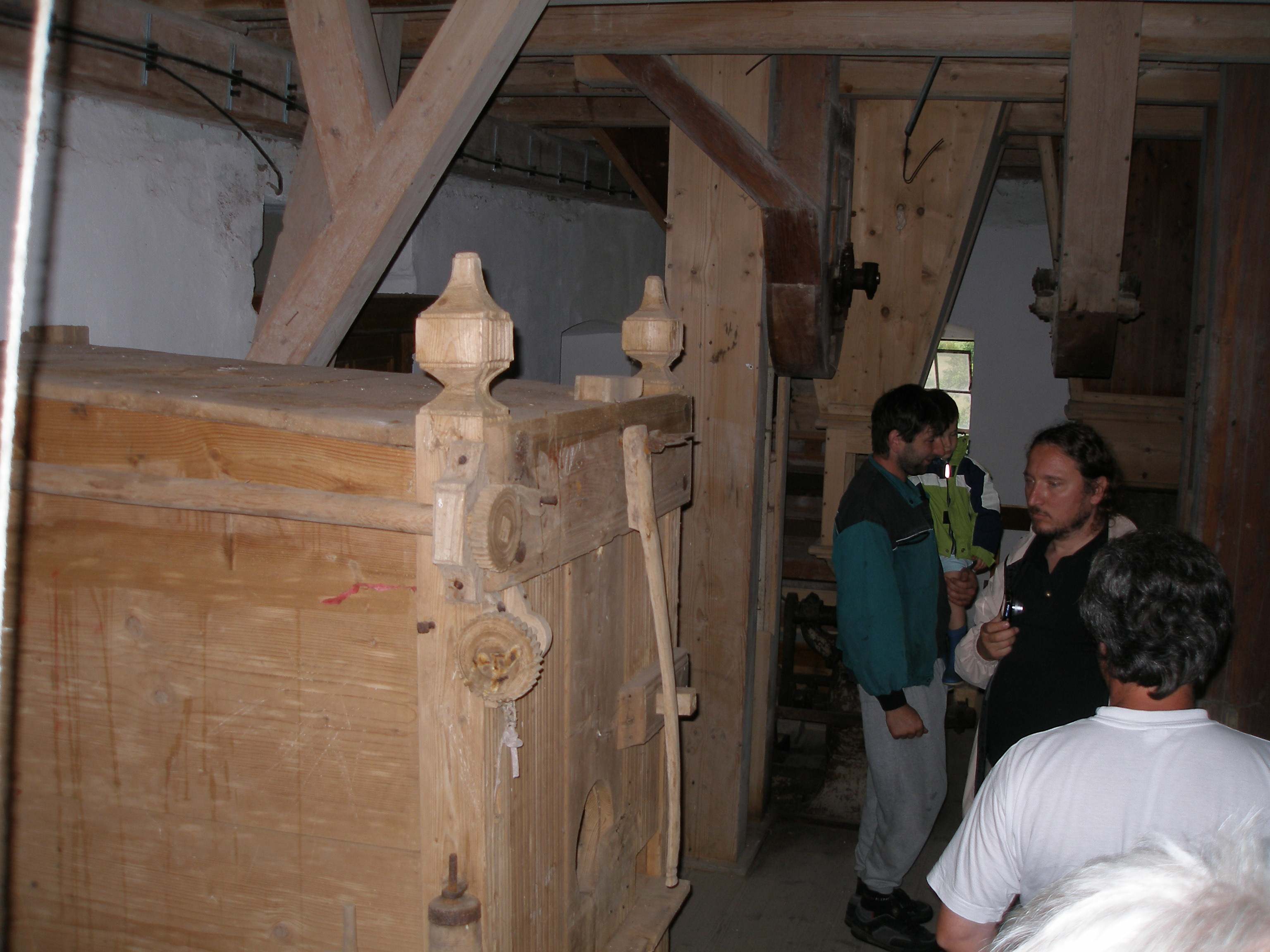
Питель ззовні. Хадімів млин, Чехія.
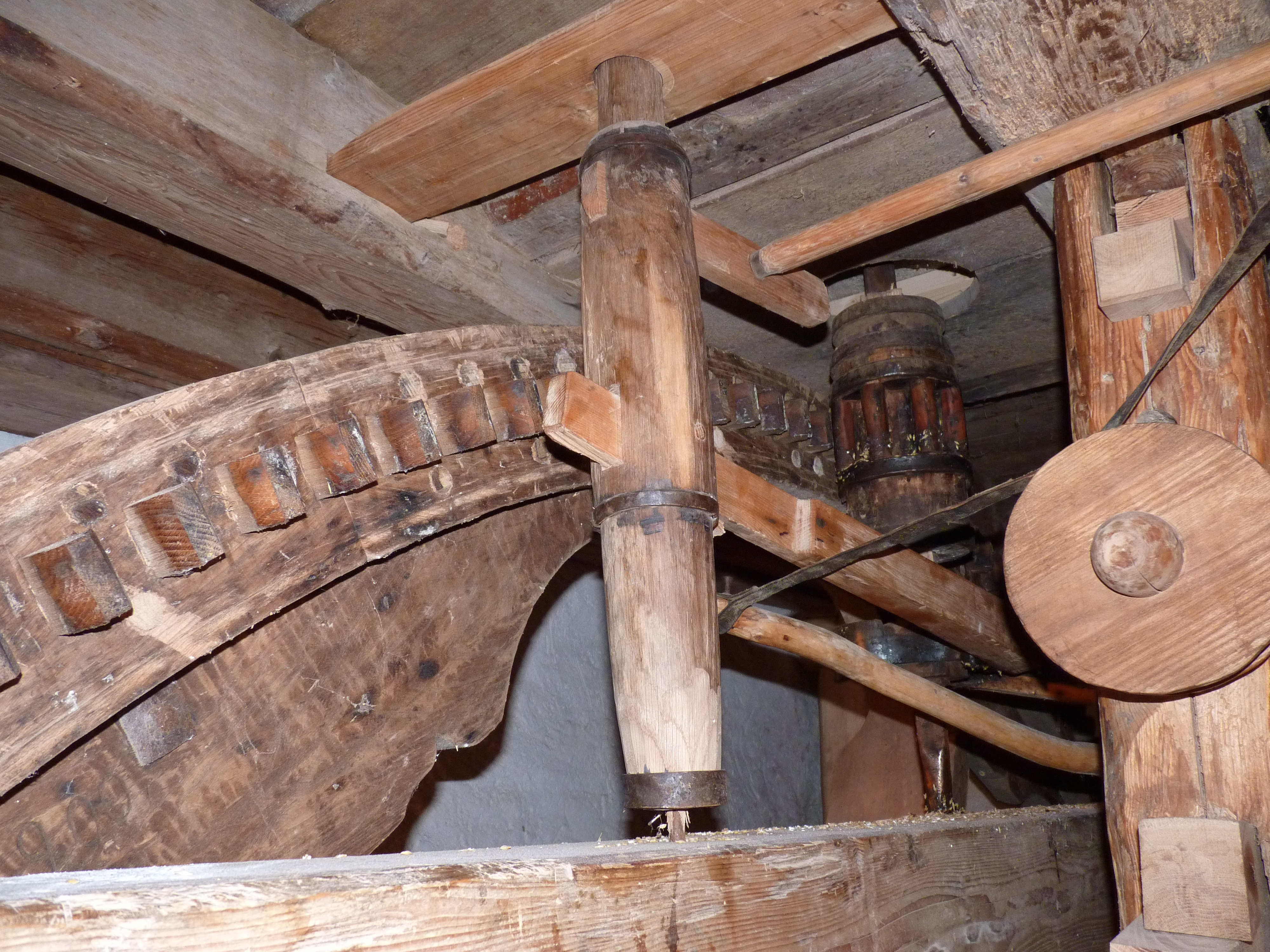
Штаґа з веретеном, цівковою передачею і валом питля
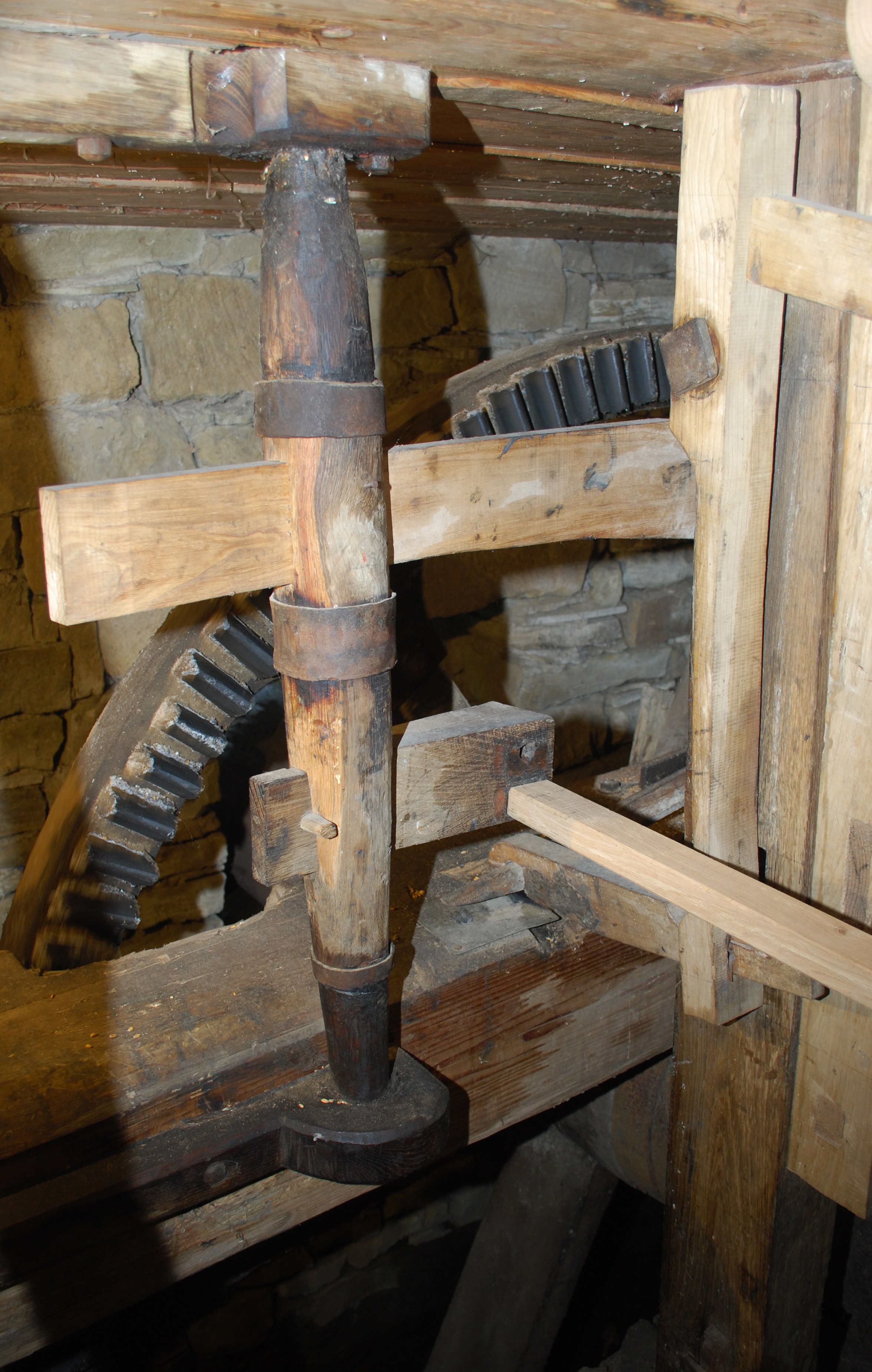
Вал питля з кінцем вилки.
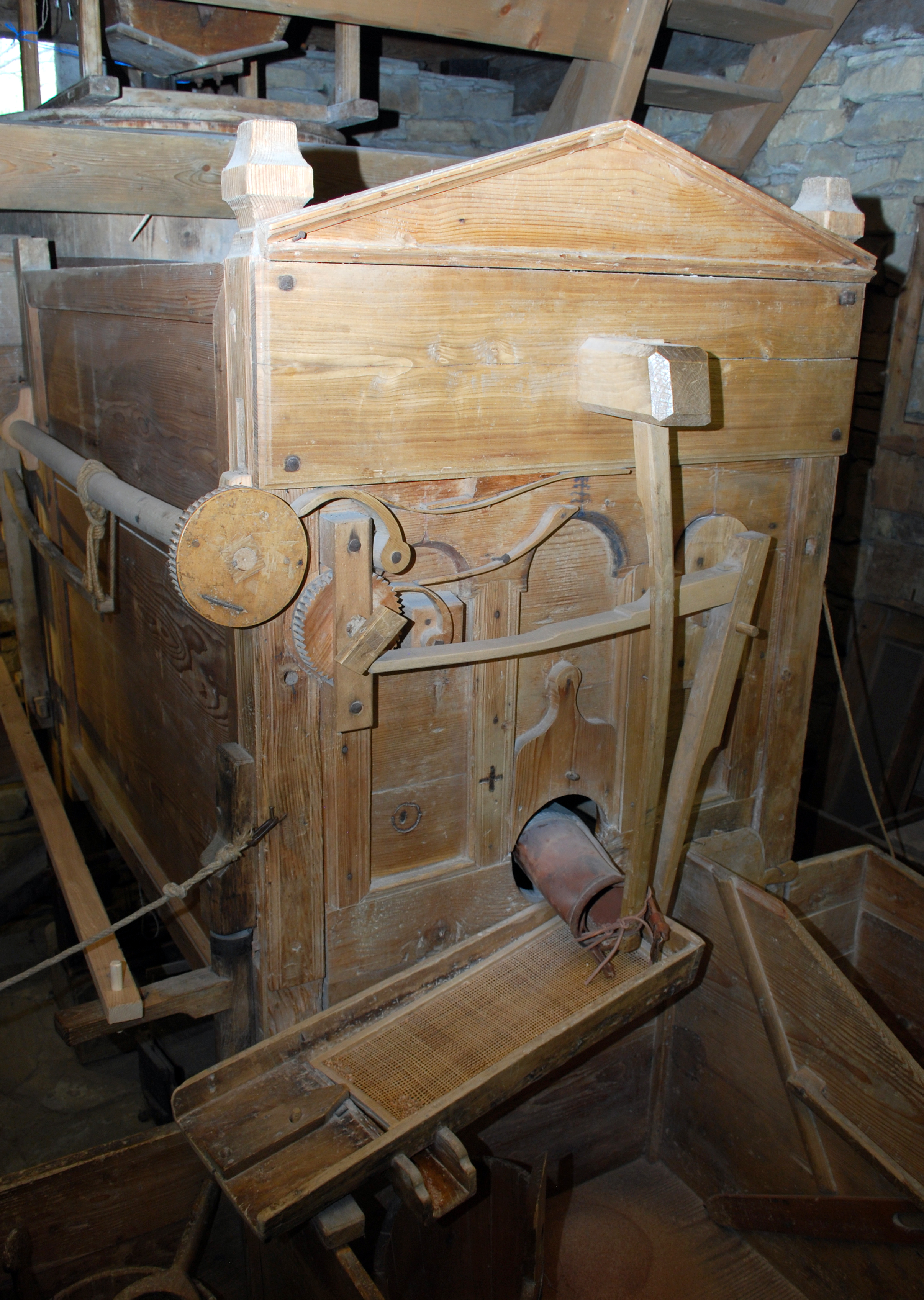
Питель ззовні, вихідний кінець рукава над ситом
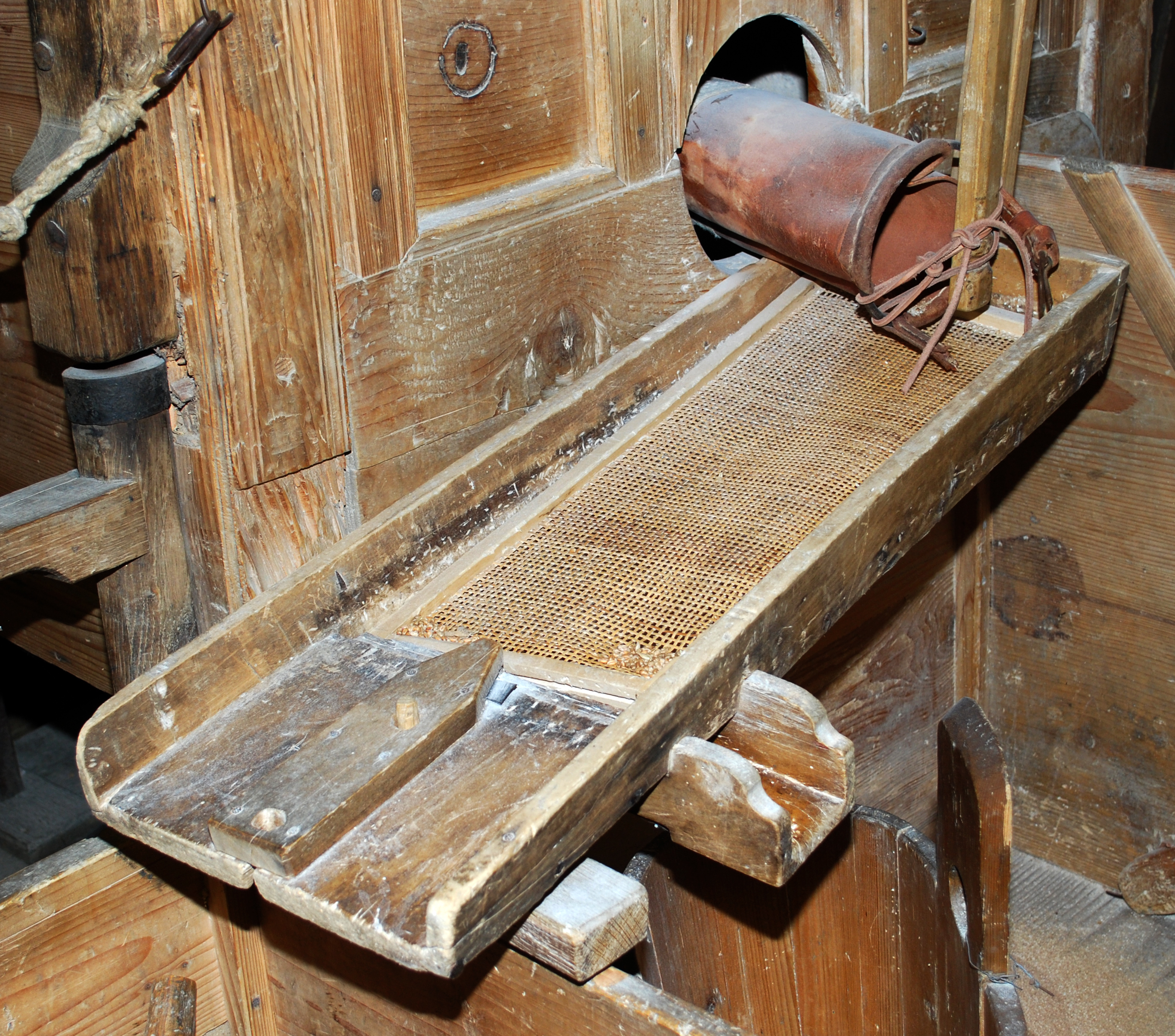
Сито під вихідним кінцем рукава
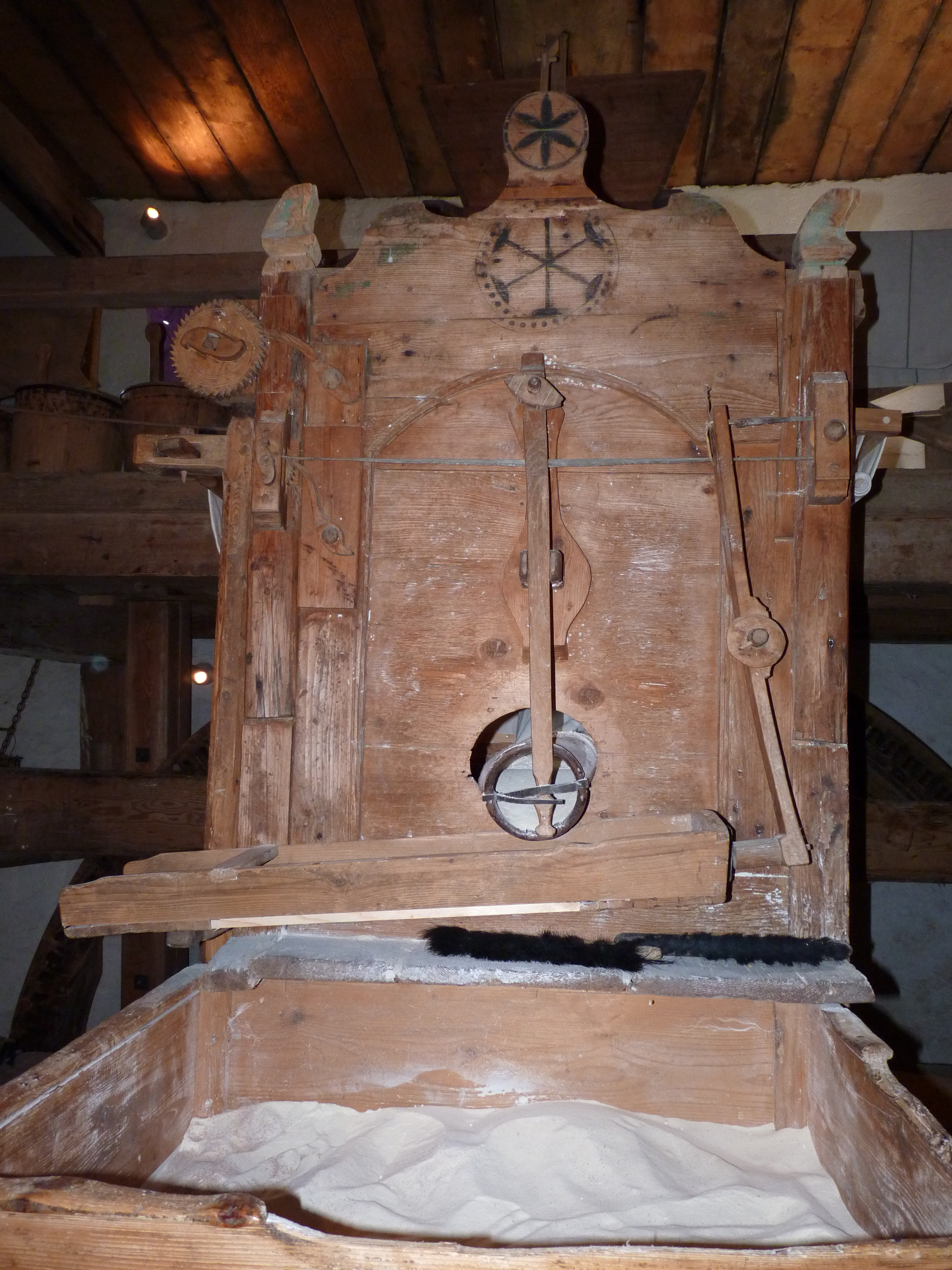
Мучник з ситом і вихідним кінцем рукава. Млин у Гословіце[cs], Чехія
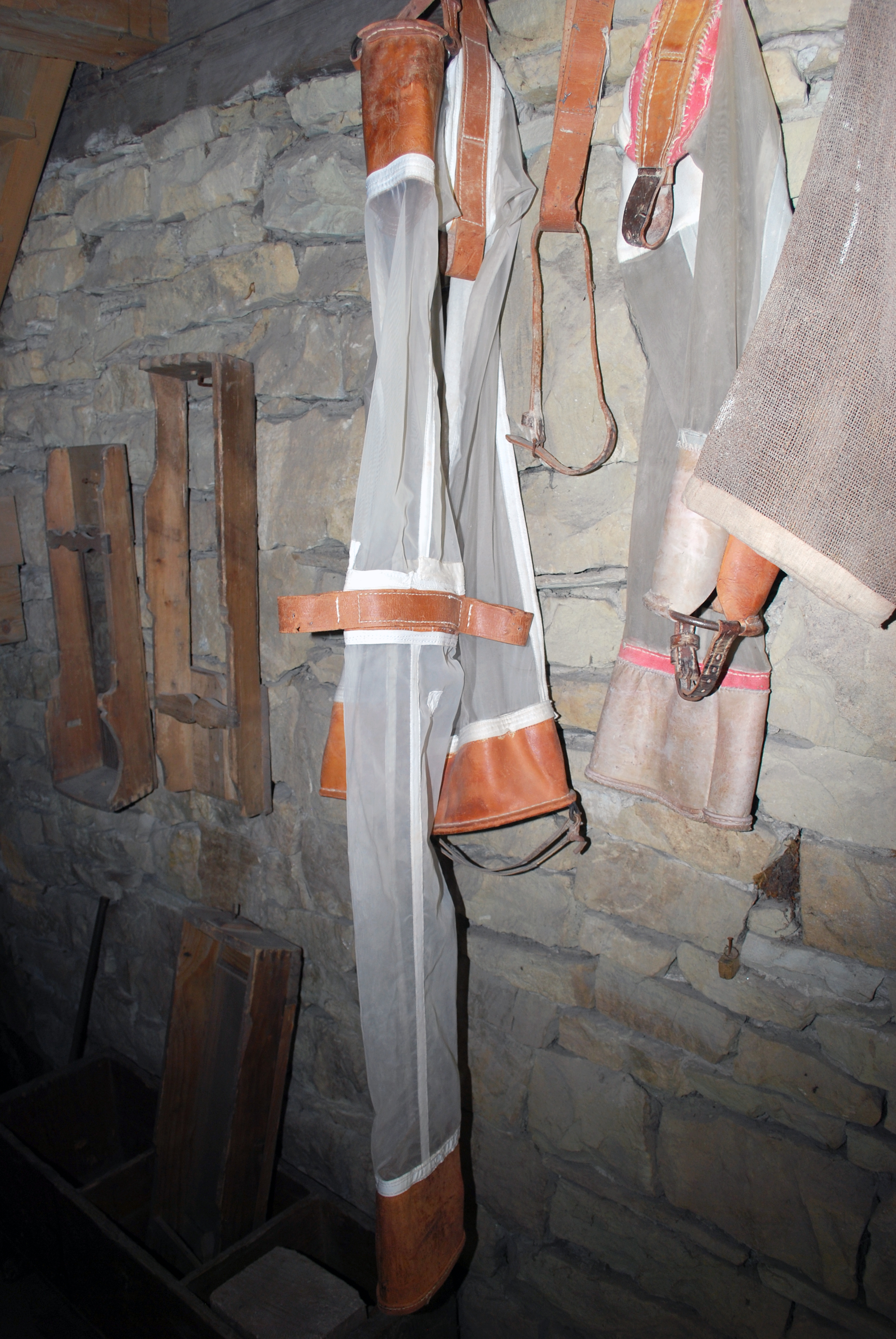
Рукави питля